# Soyang-daem
Soyang-daem (koreanska: 소양댐) är en dammbyggnad i Sydkorea.   Den ligger i provinsen Gangwon, i den norra delen av landet, 80 km nordost om huvudstaden Seoul. Soyang-daem ligger 174 meter över havet.
Terrängen runt Soyang-daem är huvudsakligen kuperad, men åt sydväst är den platt. Runt Soyang-daem är det ganska tätbefolkat, med 230 invånare per kvadratkilometer. Närmaste större samhälle är Chuncheon, 10,5 km sydväst om Soyang-daem. I omgivningarna runt Soyang-daem växer i huvudsak blandskog.